# Dario Dabac
Dario Dabac (sinh ngày 23 tháng 5 năm 1978) là một cầu thủ bóng đá người Croatia.

## Sự nghiệp câu lạc bộ
Dario Dabac đã từng chơi cho Sanfrecce Hiroshima.

## Thống kê câu lạc bộ

### J.League
| Đội                 | Năm       | J.League | J.League | J.League Cup | J.League Cup | Tổng cộng | Tổng cộng |
| Đội                 | Năm       | Trận     | Bàn      | Trận         | Bàn          | Trận      | Bàn       |
| ------------------- | --------- | -------- | -------- | ------------ | ------------ | --------- | --------- |
| Sanfrecce Hiroshima | 2006      | 11       | 0        | 0            | 0            | 11        | 0         |
| Sanfrecce Hiroshima | 2007      | 6        | 0        | 3            | 1            | 9         | 1         |
| Sanfrecce Hiroshima | 2008      | 1        | 0        | -            | -            | 1         | 0         |
| Tổng cộng           | Tổng cộng | 18       | 0        | 3            | 1            | 21        | 1         |